# 羅基斯普林斯鎮區 (北卡羅萊納州蒙哥馬利縣)
羅基斯普林斯鎮區（英語：Rocky Springs Township）是位於美國北卡羅萊納州蒙哥馬利縣的一個鎮區。

## 地方資料
羅基斯普林斯鎮區的面積為164.46平方千米，皆為陸地。根據2020年美國人口普查的數據，當地共有人口1325人，而人口密度為每平方千米8.06人。